# Alfie Michaud
Alfie Michaud (* 6. November 1976 in Selkirk, Manitoba) ist ein ehemaliger kanadischer Eishockeytorwart, der im Laufe seiner Karriere in diversen Minor Leagues sowie in Europa aktiv war. Seine größten Erfolge sammelte er zwischen 2009 und 2014 bei SønderjyskE Ishockey aus der dänischen Metal Ligaen, mit dem er jeweils dreimal Dänischer Meister und Dänischer Pokalsieger wurde.

## Karriere
Alfie Michaud begann seine Karriere als Eishockeyspieler bei den Lebret Eagles, für die er von 1993 bis 1996 in der kanadischen Juniorenliga Saskatchewan Junior Hockey League aktiv war. Anschließend besuchte er drei Jahre lang die University of Maine, für deren Eishockeymannschaft er parallel in der National Collegiate Athletic Association spielte, deren Meisterschaft er mit seinem Team 1999 gewann. In der Saison 1999/2000 gab der Torwart sein Debüt im professionellen Eishockey für die Syracuse Crunch aus der American Hockey League. Zudem bestritt er in der gleichen Spielzeit zwei Partien für die Vancouver Canucks aus der National Hockey League. Zur Saison 2000/01 wechselte er zu den Kansas City Blades aus der International Hockey League, ehe er die folgende Spielzeit bei den Manitoba Moose aus der AHL verbrachte, während er parallel für die Reading Royals in der ECHL spielte.
Die Saison 2002/03 begann Michaud bei Tappara Tampere in der finnischen SM-liiga. Bei seinen vier Einsätzen konnte er mit einem Gegentorschnitt von 4,12 Toren pro Spiel und einer Fangquote von 83,8 Prozent jedoch nicht überzeugen, weshalb er für fünf Spiele an Ahmat Hyvinkää aus der Mestis, der zweiten finnischen Spielklasse, ausgeliehen wurde. Dort spielte er mit einem Gegentorschnitt von 1,18 Toren pro Spiel und einer Fangquote von 96,0 Prozent sehr stark. Für den kompletten Rest der Spielzeit wechselte er zu den Peoria Rivermen aus der ECHL, bei denen er auf Anhieb Stammtorwart wurde. Am Saisonende wurde er zum ECHL Goaltender of the Year ernannt und in das erste All-Star Team der Liga gewählt. Anschließend schloss er sich für die Saison 2003/04 den Nürnberg Ice Tigers aus der Deutschen Eishockey Liga an, wo er ebenfalls mit starken Leistungen auf sich aufmerksam machte. Von 2004 bis 2006 lief er erneut in der ECHL auf – zunächst für sein Ex-Team Peoria Rivermen und anschließend für die Utah Grizzlies. In der Saison 2004/05 absolvierte er zudem zwei Spiele für die Worcester IceCats in der AHL.
Von 2006 bis 2009 stand Michaud beim REV Bremerhaven in der 2. Eishockey-Bundesliga auf dem Eis. Daraufhin wurde er von SønderjyskE Ishockey aus der dänischen AL-Bank Ligaen verpflichtet, mit dem er in der Saison 2009/10 auf Anhieb den dänischen Meistertitel sowie den dänischen Pokalwettbewerb gewann. In der folgenden Spielzeit erreichte der Kanadier mit seiner Mannschaft in der Liga den dritten Platz, während er sich mit dem Team im nationalen Pokalwettbewerb erneut durchsetzen konnte. Zudem nahm er mit SønderjyskE Ishockey auf europäischer Ebene am IIHF Continental Cup teil. In Dänemark gehörte er in dieser Spielzeit zu den besten Torwärtern und wies in der Hinrunde den niedrigsten Gegentorschnitt und die beste Fangquote der AL-Bank Ligaen auf. Darüber hinaus wurde er in den Monaten September und Oktober zum besten Spieler der Liga gewählt.
2013 und 2014 folgten zwei weitere Meistertitel mit SønderjyskE, ehe Michaud im Mai 2014 seine Karriere als beendet erklärte.

## Erfolge und Auszeichnungen
| - 1999 NCAA-Division-I-Championship mit der University of Maine - 2003 ECHL Goaltender of the Year - 2003 ECHL First All-Star Team - 2010 Dänischer Meister mit SønderjyskE Ishockey - 2010 Dänischer Pokalsieger mit SønderjyskE Ishockey - 2010 AL-Bank Ligaen Spieler des Monats September - 2010 AL-Bank Ligaen Spieler des Monats Oktober | - 2011 Dänischer Pokalsieger mit SønderjyskE Ishockey - 2011 Niedrigster Gegentorschnitt der AL-Bank Ligaen - 2011 Beste Fangquote der AL-Bank Ligaen - 2012 Niedrigster Gegentorschnitt der AL-Bank Ligaen (1,78) - 2013 Dänischer Meister mit SønderjyskE Ishockey - 2013 Dänischer Pokalsieger mit SønderjyskE Ishockey - 2014 Dänischer Meister mit SønderjyskE Ishockey |